# Giovanni Arlotti
 Giovanni Arlotti      (né à Rome, alors capitale des  États pontificaux ) est un pseudo-cardinal italien du XIVe siècle créé par l'antipape de Pise Nicolas V.

## Biographie
Giovanni Arlotti est chanoine de la basilique Saint-Pierre.
L'antipape Nicolas V le crée cardinal lors du consistoire du 15 mai 1328.  Il est excommuniqué par le pape Jean XXII .

## Sources
- Fiche du cardinal sur le site fiu.edu